# Мухаммад Ахмадзаде
Мухамма́д Ахмадзаде́ (азерб.  Muhammad Ahmadzada; род. 10 мая 1993, Азербайджан) — азербайджанский грепплер, обладатель коричневого пояса по бразильскому джиу джитсу

## Карьера
Мухаммад Ахмадзаде начал свою карьеру с вольной борьбы
в 2010 году занял 3-место на чемпионате Азербайджана по вольной борьбе среди юниоров
в 2010 году занял 2-место на кубке Азербайджана по вольной борьбе
среди юниоров
в 2012 году занял 3-место на чемпионате Азербайджана по вольной борьбе среди молодежи
в 2016 году перешёл на Грэпплингу под руководством Надира Имамалиева
3 кратный чемпион Азербайджана по Грэпплинг
2 кратный чемпион Европы
5 кратный чемпион Азербайджана по Бразильское джиу-джитсу
Финалист ACBJ, по синем поясам
Занимал 3 место на WAYBJJ
Чемпион мира среди белых поясов по Бразильскому Джиу Джитсу В 2020 году Омар Абдулрашидов вручил коричневый пояс по BJJ
Мастер спорта международного класса по Грепплингу.

## Биография
Мухаммад Ахмадзаде родился в 1993 году 10 мая в городе  Мухаммад Ахмадзаде начал свою карьеру с вольной борьбы в
возрасте 6 лет